# Giải bóng đá hạng nhì quốc gia Cộng hòa Síp 1968–69
Giải bóng đá hạng nhì quốc gia Cộng hòa Síp 1968–69 là mùa giải thứ 14 của bóng đá hạng nhì Cộng hòa Síp. Enosis Neon Paralimni FC giành danh hiệu đầu tiên.

## Thể thức thi đấu
Có 13 đội tham gia Giải bóng đá hạng nhì quốc gia Cộng hòa Síp 1968–69. Tất cả các đội đều thi đấu 2 trận, một trân sân nhà và một trận sân khách. Đội nhiều điểm nhất sẽ lên ngôi vô địch. Đội đầu bảng thăng hạng Giải bóng đá hạng nhất quốc gia Cộng hòa Síp 1969–70. Đội vô địch thăng hạng Giải bóng đá hạng nhất quốc gia Cộng hòa Síp 1969–70.

### Hệ thống điểm
Các đội bóng nhận 3 điểm cho một trận thắng, 2 điểm cho một trận hòa và 1 điểm cho một trận thua.

## Bảng xếp hạng
| Vị thứ | Đội                                 | St. | T. | H. | B. | BT. | BB. | BT. | Đ. | Ghi chú                                                                  |
| ------ | ----------------------------------- | --- | -- | -- | -- | --- | --- | --- | -- | ------------------------------------------------------------------------ |
| 1.     | Enosis Neon Paralimni FC            | 24  |    |    |    | 94  | 11  | 83  | 65 | Vô địch-thăng hạng Giải bóng đá hạng nhất quốc gia Cộng hòa Síp 1969–70. |
| 2.     | Digenis Akritas Morphou FC          | 24  |    |    |    | 68  | 21  | 47  | 62 |                                                                          |
| 3.     | AEK Ammochostos                     | 24  |    |    |    | 75  | 24  | 51  | 59 |                                                                          |
| 4.     | Arion Lemesou                       | 24  |    |    |    | 49  | 25  | 24  | 59 |                                                                          |
| 5.     | PAEEK FC                            | 24  |    |    |    | 57  | 50  | 7   | 53 |                                                                          |
| 6.     | Orfeas Nicosia                      | 24  |    |    |    | 55  | 53  | 2   | 51 |                                                                          |
| 7.     | APOP Paphos FC                      | 24  |    |    |    | 43  | 30  | 13  | 49 |                                                                          |
| 8.     | Enosis Panelliniou-Antaeus Limassol | 24  |    |    |    | 57  | 47  | 10  | 49 |                                                                          |
| 9.     | Othellos Athienou FC                | 24  |    |    |    | 37  | 53  | -16 | 41 |                                                                          |
| 10.    | ENAD Ayiou Dometiou FC              | 24  |    |    |    | 37  | 61  | -24 | 41 |                                                                          |
| 11.    | Achilleas Kaimakli FC               | 24  |    |    |    | 23  | 65  | -42 | 33 |                                                                          |
| 12.    | Anagennisi Larnacas                 | 24  |    |    |    | 26  | 102 | -76 | 31 |                                                                          |
| 13.    | AEM Morphou                         | 24  |    |    |    | 13  | 89  | -76 | 29 |                                                                          |

Hệ thống điểm: Thắng=3 điểm, Hòa=2 điểm, Thua=1 điểm